# 戴维·默多克
戴维·默多克（英語：David Murdoch，1978年4月17日—），苏格兰男子冰壶运动员。他曾代表英国参加2006年、2010年和2014年冬季奥林匹克运动会冰壶比赛，其中2014年冬季奥运会获得一枚银牌。